# Paramonacanthus oblongus
Paramonacanthus oblongus és una espècie de peix de la família dels monacàntids i de l'ordre dels tetraodontiformes.

## Morfologia
- Els mascles poden assolir 7,8 cm de longitud total.[4][5]

## Alimentació
Menja invertebrats petits.

## Hàbitat
És un peix marí, de clima tropical i demersal.

## Distribució geogràfica
Es troba a l'Índic i el Pacífic.

## Observacions
És inofensiu per als humans.